# Secretaría General Técnica del Ministerio de Justicia
La Secretaría General Técnica (SGTJUS) del Ministerio de Justicia de España fue un órgano directivo de dicho Departamento que, adscrito a la Subsecretaría de Justicia, era responsable de colaborar en el desarrollo legislativo del Ministerio, colaborar en cuantos temas técnico-jurídicos se le confieran, ejercer las funciones documentales y tratar los asuntos que competan al Ministerio en sus relaciones con los tribunales de justicia.

## Historia
La SGTJUS fue creada por Decreto de 12 de marzo de 1964 con el objetivo de tener un órgano de colaboración en el Ministerio para el estudio de la «programación, organización y coordinación de los servicios en general, y, en especial, la de cooperar al estudio y propuesta de iniciativas y reformas legislativas en la esfera de la competencia del Ministerio». Originalmente, la SGTJUS se componía de los Servicios de Documentación, Estudios e Informes; Publicaciones; Coordinación y Asuntas Generales; Organización y Métodos de Trabajo, y una Sección Administrativa. Además, dependía directamente del ministro.
Igualmente, el decreto de creación preveía la posibilidad de crear gabinetes específicos para el estudio de materias concretas. Esta potestad se utilizó en tres ocasiones, una en 1964 para crear el Gabinete de Estudios para que colaborase en los trabajos sobre perfeccionamiento de la Organización y Procedimiento de la Administración de Justicia; otra para crear el Gabinete de Documentación y Publicaciones en 1968 para la adquisición, selección, clasificación, conservación y difusión de toda clase de información y documentación o material bibliográfico, tanto nacional como extranjero, y otra para crear el Gabinete de Estudios Legislativos sobre las Comunidades Europeas en 1977 para el estudio del derecho comparado de las Comunidades Europeas y las consecuencias que tendría su integración en el ordenamiento jurídico español.
No sufrirá mayores modificaciones salvo la progresiva desaparición de los gabinetes y desde 1994 pasó a depender de la Subsecretaría. Se suprimió en diciembre de 2023.

## Estructura y funciones
La Secretaría General Técnica está integrada por las siguientes unidades con nivel orgánico de subdirección general:
- La Vicesecretaría General Técnica, a la que corresponde el ejercicio de las funciones relacionadas con la emisión del informe preceptivo de los anteproyectos de ley y de los proyectos de disposiciones generales del Ministerio, así como la participación en la elaboración de las iniciativas normativas de otros departamentos; la solicitud de los informes preceptivos en la elaboración de las normas incluidas en el programa legislativo del departamento, así como la solicitud del informe preceptivo de la Agencia Española de Protección de Datos en el proceso de elaboración de disposiciones de carácter normativo del Ministerio de Justicia y de los restantes ministerios; la preparación de los asuntos que se sometan a la deliberación del Consejo de Ministros, de las Comisiones Delegadas del Gobierno o de la Comisión General de Secretarios de Estado y Subsecretarios; el conocimiento, registro y seguimiento de los convenios y encomiendas de gestión que suscriba el Departamento con otras administraciones públicas, organismos públicos, entidades de derecho público vinculados o dependientes, Universidades Públicas o sujetos de derecho privado; el seguimiento de las disposiciones y actos de las comunidades autónomas; el seguimiento y actualización de la representación del Ministerio en órganos colegiados y en comisiones o grupos de trabajo; y la propuesta de resolución de los procedimientos de ejercicio del derecho de petición.
- La Subdirección General de Política Legislativa, competente para la elaboración y propuesta del programa legislativo del Departamento, la coordinación e impulso de su ejecución una vez sea aprobado y su seguimiento en fase parlamentaria; el impulso de los proyectos legislativos del departamento en materia civil, mercantil, procesal y penal procedentes de encargos a la Comisión General de Codificación o derivados de la transposición de directivas europeas, de la adaptación del ordenamiento jurídico español a los reglamentos europeos o del cumplimiento de tratados o convenios internacionales celebrados por España en dichas materias, en coordinación con la SEJUS cuando afecten a su ámbito de actuación; la participación en la elaboración de las iniciativas normativas de transposición de otros departamentos ministeriales y su seguimiento, en coordinación con la SEJUS cuando afecten a su ámbito de actuación; la coordinación, solicitud y remisión de informes de la Red de Cooperación Legislativa de Ministerios de Justicia de la Unión Europea; y el seguimiento, coordinación e informe de las cuestiones prejudiciales, los procedimientos de infracción en cualquiera de sus fases y otros procedimientos contenciosos ante la Unión Europea que sean responsabilidad del Departamento.
- La Subdirección General de Documentación y Publicaciones, que desarrolla la propuesta del programa editorial del Departamento, la edición y distribución de sus publicaciones, la organización y dirección de la biblioteca, del Sistema Archivístico del Ministerio y del servicio de documentación.
- La División de Recursos y Relaciones con los Tribunales, a la que corresponde el ejercicio de las competencias sobre la tramitación y propuesta de resolución de los recursos administrativos contra los actos y disposiciones del Departamento, de los procedimientos de revisión de oficio de los actos administrativos, de los conflictos de atribuciones entre órganos del departamento y de las reclamaciones de responsabilidad patrimonial de la Administración; y las relaciones con los juzgados y tribunales de Justicia; así como la Secretaría General de la Comisión de asistencia a las víctimas de delitos violentos contra la libertad sexual.

Corresponde a la persona titular de la Secretaría General Técnica la vicepresidencia de la Comisión General de Codificación, y a la persona titular de la Subdirección General de Política Legislativa, su secretaría general.

### Foro para la Mediación
El Foro para la Mediación es un órgano colegiado de asesoramiento al Ministerio de Justicia creado en 2019 y que depende de la secretaría general técnica.
Sus objetivos son asesorar al Ministerio de Justicia en el diseño, desarrollo e implantación de mecanismos de mediación en el marco normativo español; contribuir a la evaluación y seguimiento en la aplicación de la normativa de mediación; efectuar propuestas en materia mediación, a iniciativa propia o a petición de los Departamentos ministeriales que así lo soliciten a la Presidencia del Foro; proponer medidas de educación que tengan como objetivo informar, orientar y sensibilizar a la sociedad sobre los valores de la mediación como método idóneo para la resolución de conflictos entre los ciudadanos; proponer medidas formativas, que redunden en la calidad de los servicios de mediación; impulsar la coordinación entre la iniciativa pública y privada en materia de mediación y potenciar el intercambio y la difusión de buenas prácticas de mediación.
El foro se compone del presidente —el secretario general técnico— y de treinta vocales; catorce representantes del ministerio, catorce de la sociedad civil y dos del Consejo General del Poder Judicial.